# Индекс Аткинсона
Индекс Аткинсона — один из индексов социального неравенства. Предложен в 1970 году Энтони Барнсом Аткинсоном. Используется ведомством по переписи населения США.

## Особенности
Отличительной особенностью индекса является возможность измерения смещений в распределении доходов среди сегментов с разными доходами. Индекс может быть превращён в нормативный показатель введением коэффициента ε для взвешивания доходов, который может принимать значения от 0 до {\displaystyle \infty }. Смещениям в заданной части распределения доходов может быть придан больший вес выбором подходящего ε, уровня «неприязни к неравенству» (англ. "inequality aversion"). Индекс Аткинсона становится более чувствительным к смещениям в нижней части распределения доходов по мере того как ε растёт. И наоборот, по мере того как уровень неприязни к неравенству уменьшается (то есть ε приближается к 0) индекс Аткинсона становится более чувствительным к смещениям в верхней части распределения доходов.

## Расчёт
Индекс Аткинсона определяется как:
{\displaystyle A={\begin{cases}1-{\frac {1}{\mu }}\left({\frac {1}{N}}\sum _{i=1}^{N}y_{i}^{1-\varepsilon }\right)^{1/(1-\varepsilon )}&\varepsilon \in \left[0,1\right)\\1-{\frac {1}{\mu }}\left(\prod _{i=1}^{N}y_{i}\right)^{1/N}&\varepsilon =1,\end{cases}}}
где {\displaystyle y_{i}} — уровень дохода индивида или группы i (i = 1, 2, …, N), μ — средняя арифметическая величина дохода:
{\displaystyle \mu ={\frac {1}{N}}\sum _{i=1}^{N}y_{i}}.

## Эквивалентный уровень дохода
По сути выражения в скобках с учётом степени в формуле расчёта индекса Аткинсона представляют собой эквивалентный уровень дохода, который вычисляется как степенная средняя степени 1 - ε от отдельных значений дохода. Он соответствует уровню дохода при равномерном его распределении, при котором общество обладало бы таким же уровнем благосостояния, как и при исследуемом неравномерном распределении.
Эквивалентный уровень дохода увеличивается с ростом:
1. неравномерности распределения дохода (из-за того, что сумма больше различающихся отдельных доходов в степени 1 - ε будет больше),
2. уровня неприязни к неравенству (при стремлении ε к бесконечности эквивалентный уровень дохода стремится к наименьшему из отдельных значений дохода).

ε рассматривается в качестве показателя отношения общества к сложившемуся социальному неравенству, под которым имеется в виду неравенство распределения общественного богатства. Значение ε = 0 означает, что общество равнодушно к распределению дохода, а с его ростом оно проявляет всё большую озабоченность или «неприязнь» к сложившемуся неравенству. При наибольшей неприязни, то есть при стремлении ε к бесконечности, становится возможным достижение того же уровня благосостояния в случае равномерного распределения при наименьшем из существующих в обществе уровней дохода, к которому стремится эквивалентный уровень дохода, что может быть охарактеризовано как абсолютное неприятие неравенства.
Индекс Аткинсона может быть представлен как соотношение разницы эквивалентного уровня дохода и среднего уровня дохода к среднему уровню дохода, отражая, таким образом, долю сложившегося среднего (а, следовательно, и совокупного) дохода в обществе, которую оно платит за социальное неравенство , то есть показывая, насколько меньший доход потребовался бы обществу для обеспечения такого же уровня благосостояния.

## Преимущества и недостатки
С одной стороны выбор значения ε позволяет решить проблему выбора функции общественного благосостояния, но при этом нельзя выбрать однозначный (и тем более формализованный) вариант его нахождения. Поэтому необходимо руководствоваться лишь общими соображениями экономического характера как при определении ε, так и при его интерпретации.
Хотя индекс Аткинсона рассматривается как показатель социального неравенства благодаря тому, что он основан на таких категориях, как общественное благосостояние и функция полезности, но он предполагает, что индивидуальные функции полезности зависят только от дохода, что означает, при его расчёте социальное неравенство сводится к неравномерности распределения доходов.

## Варианты расчёта
Индекс Аткинсона, как показатель измерения энтропии, может быть вычислен из «нормальзованного индекса Тейла». Однако, это относится только к индексу Тейла {\displaystyle {I_{1}}}, который выводится на основе «категории обобщённой энтропии» при {\displaystyle {\epsilon }=1}. Индекс Аткинсона вычисляется с применением функции {\displaystyle 1-e^{-T}}.